# Ketogenní aminokyseliny
Ketogenní aminokyseliny jsou aminokyseliny, které mohou být přímo degradovány na acetyl-CoA, který je prekurzorem ketolátek. Glukogenní aminokyseliny jsou naopak odbourávány na meziprodukty, z nichž lze získat glukózu či jiné sacharidy.
U lidí jsou dvě výhradně ketogenní aminokyseliny:
(snadno se zapamatují jako "L" aminokyseliny)
- Leucin
- Lysin

Pět aminokyselin je u lidí jak ketogenních, tak glukogenních:
(zahrnují všechny aminokyseliny začínající na písmeno "T", mnemotechnická pomůcka pro zapamatování je "PITTT" nebo "FITTT")
- Isoleucin
- Fenylalanin (zkratka Phe nebo F, na rozdíl od Prolinu, který je Pro nebo P, na základě jejich výslovnosti)
- Threonin
- Tryptofan
- Tyrosin

Zbylých 13 aminokyselin je u lidí výhradně glukogenních (tzn. nejsou současně ketogenní).